# سارکوم بافت نرم
سارکوم بافت نرم نوعی سارکوم است که از بافت پیوندی منشا می‌گیرد. این اصطلاح به سلولهای بافت نرمی گفته می‌شود که تغییر شکل داده و از حالت بافت پیوندی خارج شده‌اند.

## فاکتورهای خطرساز
اغلب سارکوم‌های بافت نرم  دلایل مشخص و شناخته شده‌ای ندارند، ولی عوامل زیر می‌توانند احتمال بروز این بیماری را افزایش دهند:
- تماس با کلوروفنول و فنوکسی هربیسید
- بیمارانی که در گذشته تحت پرتودرمانی با دوز بالا قرار گرفته‌اند
- ویروس هرپس انسانی ۸ و بیماری ایدز می‌تواند زمینهٔ ابتلای فرد به سارکوم کاپوسی را افزایش دهد
- در موارد نادری نیز این بیماری می‌تواند ناشی از سندروم لی فرامنی یا بیماری‌های وراثتی دیگر باشد

## میزان شیوع
سارکوم‌های بافت نرم، سرطانهای نسبتا ناشایعی هستند. وسالانه حدود ۱ درصد از کل سرطان‌های تشخیصی را شامل می‌شوند.
در سال ۲۰۰۶ میلادی حدود ۹۵۰۰ نفر با این بیماری تشخیص داده شدند. این بیماری معمولاً در افراد پیر شایع است (سنین بالای ۵۰ سال)، اگرچه در بچه‌های زیر بیست سال نیز دیده می‌شود (مثل رابدومیو سارکوم).

## علائم
در مراحل اولیه، معمولاً این بیماری علائمی ندارد. تومور به مرور زمان و به آرامی رشد کرده و به بافتهای اطراف فشار وارد می‌کند. اولین علامت این بیماری معمولاً یک توده یا تورم در بافت نرم می‌باشد. هر چقدر تومور رشد کرده و بزرگ تر شود می‌تواند علائم دیگزی از قبیل درد یا زخم را ایجاد کند.

## درمان
درمان سارکوم بافت نرم به مرحلهٔ آن بستگی دارد. مرحلهٔ سارکوم با توجه به اندازه، درجه و گسترش یا عدم گسترش آن به گره‌های لنفاوی ویا بخش‌های دیگر بدن تعیین می‌شود. گزینه‌های درمانی این بیماری عبارتند از:
- جراحی
- پرتودرمانی
- شیمی درمانی[۳]